# Swertia davidii
Swertia davidii är en gentianaväxtart som beskrevs av Adrien René Franchet. Swertia davidii ingår i släktet Swertia och familjen gentianaväxter. Inga underarter finns listade i Catalogue of Life.